# We Belong to Jesus
We Belong to Jesus featuring Jared Anderson & Friends, es el primer álbum de alabanza y adoración para niños de la iglesia New Life Church. New Life Worship lanzó el álbum el 14 de enero de 2014 bajo el sello de Integrity Music. La grabación captura canciones nacidas del vibrante ministerio infantil de la Iglesia Nueva Vida. Con Jared Anderson, líderes de adoración de jóvenes y adultos, y un grupo enérgico de más de 135 niños liderados por la directora del coro Amanda Ferrin, el CD tiene 11 canciones de fe y alabanza de gran energía para niños de todas las edades.

## Recepción de la crítica
Stephen Curry, indicando en un octavo de diez reseñas de Cross Rhythms, dice: We Belong to Jesus es "un álbum de buenas melodías, producido imaginativamente, que enseña una verdad sólida".
Timothy Yap de Hallels criticó el álbum, afirmando: ¿Jared Anderson y su equipo lo harían mejor si realmente hubieran escrito canciones dirigidas específicamente para niños en lugar de simplemente tratar de meter canciones de adultos en mentes más pequeñas? Sin embargo, si no quiere ver a sus adolescentes abandonar la fe más adelante en la vida, comience ahora empapando sus oídos, corazones y mentes con una adoración contemporánea, inteligente y genial.
En una crítica de tres estrellas y media para Louder Than the Music, Tom Hind afirma: "En general, esto en realidad parece funcionar, y las 11 canciones del cancionero de New Life Worship que han sido revitalizadas y reenfocadas para una generación más joven parece salir bastante bien.

## Premios y reconocimientos
En el 2014, este álbum fue nominado para un Premio Dove en la categoría: "Álbum de música infantil del año".

## Listado de canciones
| No.             | Título                                                 | Escritor(es)                                                 | Duración |
| --------------- | ------------------------------------------------------ | ------------------------------------------------------------ | -------- |
| 1.              | "Counting On God"                                      | Jared Anderson                                               | 3:41     |
| 2.              | "Impossible Possible"                                  | Jared Anderson, Don Poythress                                | 3:53     |
| 3.              | "Dance Dance Shake It Up / It Was For Freedom"         | Jared Anderson                                               | 4:22     |
| 4.              | "We Belong"                                            | Jared Anderson, Don Poythress, Anthony Skinner & Brady Toops | 4:11     |
| 5.              | "According To His Word"                                | Jared Anderson                                               | 3:17     |
| 6.              | "Victorious God"                                       | Ian Eskelin, Glenn Packiam                                   | 3:41     |
| 7.              | "Strong God"                                           | Jon Egan, Jason Ingram & Meredith Andrews                    | 5:12     |
| 8.              | "Light of Salvation"                                   | Jon Egan                                                     | 3:57     |
| 9.              | "Never Be Shaken"                                      | Jared Anderson                                               | 3:06     |
| 10.             | "Magnified"                                            | Jon Egan, Jason Ingram & Paul Mabury                         | 5:37     |
| 11.             | "Just Give Me Jesus / 'Tis So Sweet To Trust In Jesus" | Jared Anderson & Ross Parsley                                | 5:50     |
| Duración total: | Duración total:                                        | Duración total:                                              | 46:00    |

## Créditos
Piano y Voz: Jared Anderson
Voz: Amanda Ferrin, Caleb Parsley, Emma Parsley, Ty Mares & Natalie Merril, Paige Parsley & Sophia Packiam.
Coro de New Life Kids: Abigail Van Matre, Addison Kennedy, Addison Miller, Adelyn Perkins, Aiden Griffin, Aiden Wilcox, Alexa Perez, Alivia Perkins, Allia Strycker, Allison Bolin, Alyssa Herron, Amanda Brooks, Amanda Marken, Amanda Mullenix, Amber Burgess, Amelian Herron, Andrew Wilhelm, Annie Otto, Aubre Copeland, Austin Armstrong, Barret Chowning, Ava Wegrezyn, Beckett Anderson, Bella Robertson, Ben Mullenix, Brayden Clark, Breanna Atnip, Brielle Kohn, Brittany White, Britton Griffin, Brody Chowning, Brooke Parsley, Caden Anderson, Cale Cook, Caleb Parsley, Caleb Phillips, Cambria Hoff, Cassidy Swart, Caylie Dodge, Charlee Mares, Chloe Forrest, Cole Perez, Cole Prater, Cooper Aumiller, Corrie Anderson, Dawn McClure, Dawson Perkins, Dinique Vosioo, Eli Ramsdell, Eliana Johnson, Ellie Poli, Embrie Kohn, Emma Forbus, Emma Hawkins, Emma Marano, Emma Moerman, Emma Parsley, Emma Shriver, Estelle Wiese, Everett Anderson, Francie Anderson, Grffin Miller, Haley Pettigrew, Holden Stennett, Hudson Anderson, Hunter Hrbeck, Ian White, Jace Valasquez, Jada Laing, Jaycee Noetzelman, Jazmine Brannan, Jillian Dunnagan, Johny Hrbeck, Josh Browen, Josh Cook, Josh Hrbeck, Josh Mullenix, Josh Phillips, Journey Forrest, Kaeley Grob, Karis Bowen, Katherine Bolin, Kathryn Thompson, Katie Champlin, Kaylee Wegrezyn, Kendall Flynn, Kryssa Moerman, Kylee Keesler, Kylee Kuster, Kylie Prater, Levi Kersey, Lillian Tolliver, Lily Forbus, Lily Marano, Lizzie Schneider, Lola Leander, Lorena Valdez, Maddie Mason, Mairin Carpenter, Maisey Streideck, Maleah Douma, Marissa Stephen, Mckenna Collins, Megan Carison, Meredith Anderson, Meredith Miles, Micah Dunnagan, Michaela Cimato, Nate Wilhelm, Nathan Aumiller, Noah Brooks, Norah Packiam, Paige Parsley, Parker Lukenbill, Patience Mares, Reed Miles, Ricardo Valdez, Riley Atnip, Riley Pettigrew, Ruth Aumiller, Ryien Isham, Sam Parker, Sam Wilhelm, Sara Drilling, Sara Shriver, Shaela Leahy, Shannon Paine, Sophia Curtis, Sophia Packiam, Suzanne Carison, Tara Prater, Tatum Kersey, Trey Merrill, William Mares, Wyatt Aumiller, Yzebella Tafoya & Zachary Brannan.
Voces adicionales: Alexa Perez, Britanny White, Caleb Parsley, Cassidy Swart, Corrie Anderson, Emma Parsley, EmmaRose Forbus, Gabrielle Alonso, Ian White, Lillian Forbus, Natalie Merrill, Paige Parsley & Sophia Packiam.
Directora de coro de New Life Kids: Amanda Ferrin.
Líderes adultos de adoración: Evie Swart, Tiffany Anderson, Heather Moerman, Edie Pettegrew, Angie Mares, Bekah Shirin, Lori Leander, Dianne Dunnagan, Roxanne Lingle, Sharon Brooks, Angela White, Kelly Marano, Trina Hoosier & Cassandra Anderson.
Líderes adolescentes de adoración: Amanda Woff, Daniel Lorring, Emily Fields, Gabrielle Alonso, Haley Dills, Prater, Hannnah Hrbeck, Isaac Brocks, Janea Carlson, Janell Hoff, Jasmine Noetzelman, Jazelle Brannan, Julian Prater, Karlyn Leander, Madison Marano, Mason Miles, Natalie Merrill, Paul Broocks, Sabrina Aumiller, Ty Mares, Victoria Ramsdell & Zach Miles.
Batería: Kylie Scottt & Jared Anderson.
Teclado y programación, bajo y guitarra eléctrica: Michael Rossback.
Claves adicionales: James Guerra.
Guitarra eléctrica: Erick Todd.
Director técnico de producción A/V: Kevin Moorehouse.
Ingeniero de audio: David Jacobson.
Ingeniero asistente de audio: David Samuel.
Letra: Michael DeHerrera.
Director de iluminación: Kristian Binion.
Asistentes de iluminación: Creston Jones & Nick Markel.
A&R: Steve Merkel
Masterización por: Andrew Mendalson, Georgetown Masters.
Ilustración por: Ashlie Weisel.
Director creativo: Thom Hoyman.
Coordinador de producción: Becca Nicholson.
Producido, diseñado y mezclado por: Michael Rossback.
Productor ejecutivo: C. Ryan Dunham.